# Байдоново
Байдоново — село в Жигаловском районе Иркутской области России. Входит в состав Лукиновского сельского поселения. Находится на левом берегу реки Кичей (приток Илги), примерно в 67 км к юго-юго-западу (SSW) от районного центра, посёлка Жигалово, на высоте 531 метра над уровнем моря.

## Население
| 2002 | 2010 | 2011 | 2012 |
| ---- | ---- | ---- | ---- |
| 36   | ↘35  | →35  | ↘34  |

По данным Всероссийской переписи, в 2010 году численность населения села составляла 35 человек (17 мужчин и 18 женщин).

## Улицы
Уличная сеть села состоит из одной улицы (ул. Береговая).